# Иванов, Валентин Козьмич

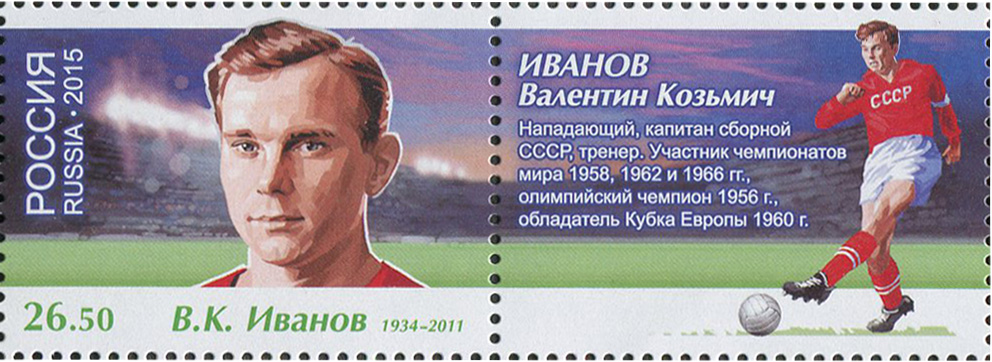
Почтовая марка России, 2015 год

Валенти́н Козьми́ч Ивано́в (19 ноября 1934, Москва — 8 ноября 2011, Москва) — советский футболист, полузащитник, капитан сборной СССР, советский и российский тренер. Олимпийский чемпион 1956 года и чемпион Европы 1960 года. Заслуженный мастер спорта СССР (1957). Заслуженный тренер СССР (1988). Лучший бомбардир чемпионата мира 1962 года в Чили.

## Карьера

### Клубная
В футбол играл с детства в дворовой команде, которую организовали старшие братья. После окончания семилетки играл за ЦИАМ и юношескую команду «Крылья Советов», где его и заметил Георгий Жарков, пригласив на сбор, который «Торпедо» проводило по окончании сезона 1951 года для просмотра талантливых игроков из юношеских команд. По итогам сбора был приглашён в «Торпедо». В сезоне 1952 года играл за дубль, а на следующий год был включён в основной состав, несмотря на большую конкуренцию и свой молодой возраст. Вместе с ним в «Торпедо» играли Эдуард Стрельцов, Валерий Воронин, Слава Метревели, Геннадий Гусаров, Виктор Шустиков и многие другие. Самым звёздным сезоном и для команды, и для самого Валентина Козьмича стал 1960 год, когда «Торпедо» сделало дубль, выиграв чемпионат и Кубок СССР, а сборная СССР стала чемпионом Европы.

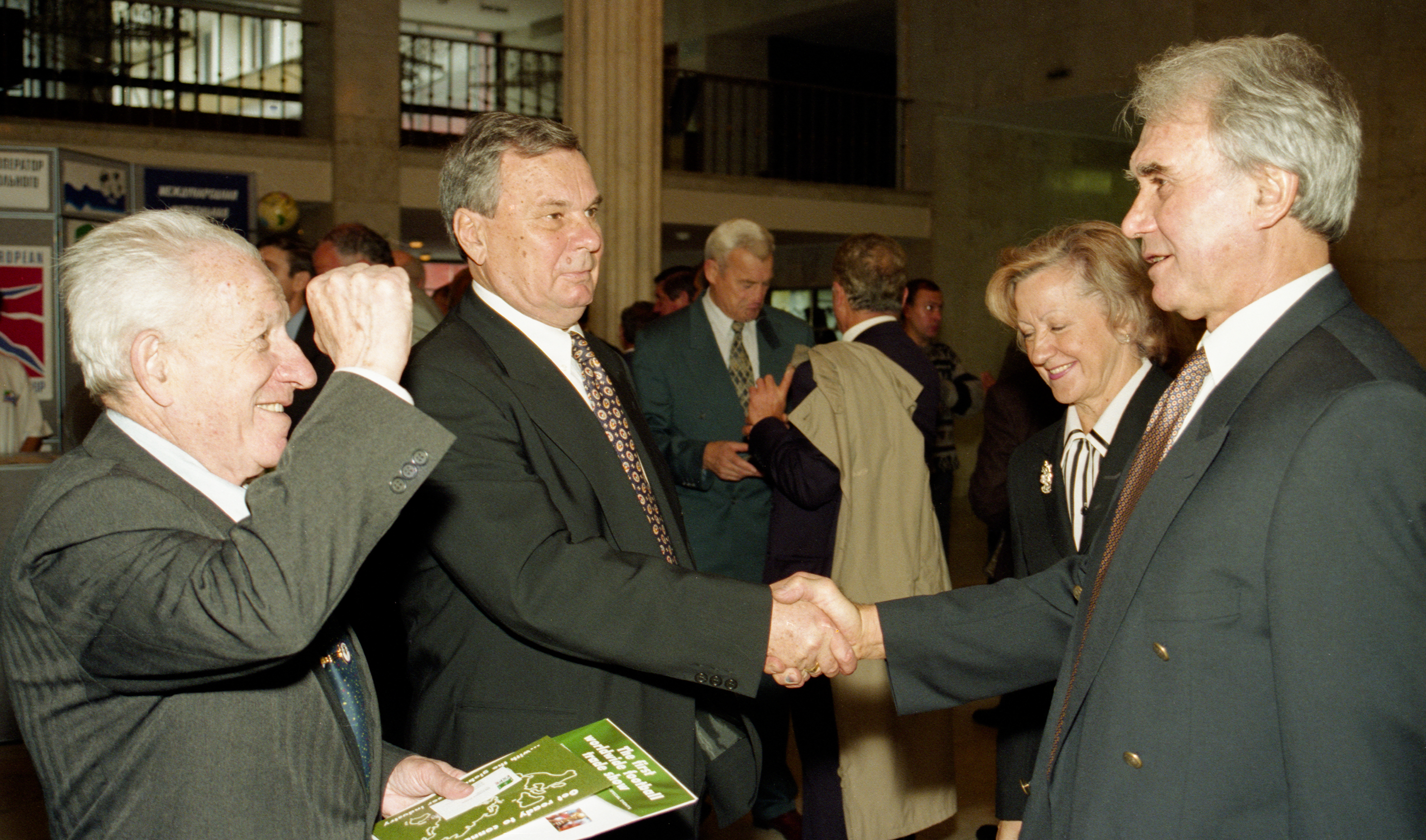
О.М. Белаковский, В.И. Иванов с супругой Л.Г. Ивановой, а также В.Н. Маслаченко на праздновании 100-летия Российского футбола, Москва, ГЦКЗ «Россия», 11.10.1997

Иванов всю свою жизнь посвятил только одному коллективу — «Торпедо». За время его руководства клубом, команда стала чемпионом СССР в 1976 году, выигрывала Кубок СССР. В 1980-е годы у Иванова была самая стабильная команда, что подтверждают два подряд выхода в финал Кубка СССР в 1988 и 1989 годах. В то время за команду играли Юрий Савичев, Николай Савичев, вратарь Дмитрий Харин. В конце 1980-х годов в «Торпедо» появился ряд молодых и перспективных игроков, таких как Юрий Тишков, Сергей Шустиков, Андрей Талалаев, Геннадий Гришин, Дмитрий Ульянов и Игорь Чугайнов.
Многие футболисты и тренеры отмечали дар Иванова как тренера. В начале 90-х в прессе стали появляться статьи об Иванове-тиране, о его деспотизме. Многие печатные издания стали широко освещать конфликт игрок-тренер, что не было на пользу команде. В начале 1990-х годов «Торпедо» представляло сплочённый коллектив, например, в 1991 году он — финалист Кубка СССР и бронзовый призёр чемпионата СССР. «Торпедовская» молодёжь — Максим Чельцов, Сергей Зоря — приглашаются в молодёжную сборную СССР. Но в команде опять конфликт: Сергей Шустиков, сын знаменитого футболиста 1960-х годов Виктора Шустикова, с которым Иванов долгое время играл, выступает с заявлениями о деспотичных методах тренера. Иванов, в свою очередь, в газете «Советский спорт», указывает на то, что именно Чельцов и Шустиков стали авторами бунта, после того, как тренер уличил их и ещё нескольких футболистов в употреблении спиртного на футбольной базе.
Но новое время ударило больше по Иванову, и в 1992 г. он переезжает в Марокко, где тренирует клуб «Раджа». В 1993 г. Иванов возвратился в Россию, только в «Асмарал». В результате многих конфликтов команда (какая?) начала разваливаться, в «Динамо» перешёл Юрий Тишков, один из самых талантливых нападающих начала 1990-х годов. Несмотря на это, «Торпедо» сумело в серии послематчевых пенальти выиграть первый Кубок России в 1993 году.
После кубковой победы «Торпедо» покинули Шустиков, Ульянов, Чугайнов, Талалаев, Гришин. В 1996 году «Торпедо» опять потряс скандал, но уже без Иванова-тренера. Команда шла к банкротству — ЗИЛ, который долгое время был шефом команды, сам влез в большие долги. Акции клуба выкупил функционер Владимир Алёшин, переименовав его в «Торпедо-Лужники».
В 1998 году Иванов снова возглавил «Торпедо».

### В сборной
За сборную СССР Иванов провёл 59 матчей, забил 26 голов (третий результат после Олега Блохина и Олега Протасова). Забил 4 мяча на чемпионате мира 1962, разделив лавры лучшего бомбардира первенства с Вава, Гарринчей, Драженом Ерковичем, Леонелем Санчесом и Флорианом Альбертом. За олимпийскую сборную СССР провёл 4 встречи и забил 3 гола. Сыграл в двух неофициальных матчах за сборную СССР.
Победитель Спартакиады народов СССР 1956 года в составе сборной Москвы.

### Тренерская
- «Торпедо» (Москва, август 1967—1970, сентябрь 1973—1978, июль 1980 — сентябрь 1991, август 1994—1996, май 1998—1998).
- «Раджа Касабланка» (осень 1992—лето 1993).
- «Асмарал» (1994).
- «Торпедо-ЗИЛ» (2003).
- Председатель тренерского совета «Торпедо-Металлург» (май 2003 — июль 2003, 2004[6]).

Также находился на административных должностях: был почётным президентом ФК «Торпедо-Лужники», вице-президентом ФК «Торпедо-ЗИЛ»/ФК «Москва».

### Смерть

Могила на Ваганьковском кладбище

8 ноября 2011 года Иванов скончался, не дожив до своего 77-летия меньше двух недель. По словам Никиты Симоняна, «у него была болезнь Альцгеймера, он очень мучился. Супруга Лидия Гавриловна долго ухаживала за ним, но это неизлечимая болезнь». В тот же день мэр Москвы Сергей Собянин подписал документы о выделении места на Ваганьковском кладбище.

## Личная жизнь
Жена — олимпийская чемпионка Лидия Иванова. С супругой познакомился по пути из Мельбурна, когда спортсмены возвращались с Олимпиады. Сын — футбольный судья Валентин Иванов, дочь — солистка балета Большого театра Ольга Иванова (Старикова).
Состоял в ВЛКСМ. Окончил Смоленский государственный институт физической культуры (1973) и Высшую школу тренеров при Государственном центральном институте физической культуры (1974).

## Статистика

### Игровая
| Сезон | Клуб             | Лига        | Чемпионат | Чемпионат | Кубок | Кубок | Всего | Всего |
| Сезон | Клуб             | Лига        | Игры      | Голы      | Игры  | Голы  | Игры  | Голы  |
| ----- | ---------------- | ----------- | --------- | --------- | ----- | ----- | ----- | ----- |
| 1953  | Торпедо (Москва) | Высшая лига | 17        | 3         | 2     | 0     | 19    | 3     |
| 1954  | Торпедо (Москва) | Высшая лига | 22        | 7         | 2     | 0     | 24    | 7     |
| 1955  | Торпедо (Москва) | Высшая лига | 13        | 6         | 1     | 1     | 14    | 7     |
| 1956  | Торпедо (Москва) | Высшая лига | 21        | 13        | 0     | 0     | 21    | 13    |
| 1957  | Торпедо (Москва) | Высшая лига | 22        | 14        | 4     | 0     | 26    | 14    |
| 1958  | Торпедо (Москва) | Высшая лига | 18        | 14        | 4     | 1     | 22    | 15    |
| 1959  | Торпедо (Москва) | Высшая лига | 21        | 6         | 1     | 2     | 22    | 8     |
| 1960  | Торпедо (Москва) | Высшая лига | 17        | 8         | 2     | 4     | 19    | 12    |
| 1961  | Торпедо (Москва) | Высшая лига | 23        | 9         | 5     | 7     | 28    | 16    |
| 1962  | Торпедо (Москва) | Высшая лига | 13        | 4         | 0     | 0     | 13    | 4     |
| 1963  | Торпедо (Москва) | Высшая лига | 36        | 17        | 2     | 0     | 38    | 17    |
| 1964  | Торпедо (Москва) | Высшая лига | 30        | 14        | 0     | 0     | 30    | 14    |
| 1965  | Торпедо (Москва) | Высшая лига | 22        | 7         | 0     | 0     | 22    | 7     |
| 1966  | Торпедо (Москва) | Высшая лига | 11        | 2         | 1     | 0     | 12    | 2     |
| 1967  | Торпедо (Москва) | Высшая лига | 1         | 0         | 0     | 0     | 1     | 0     |
| Всего | Торпедо (Москва) | Высшая лига | 287       | 124       | 24    | 15    | 311   | 139   |

### Тренерская
| «Торпедо» (Москва)  | Союз Советских Социалистических Республик | 1 августа 1967  | 31 декабря 1970 | 141 | 55  | 49  | 37  | 39,00 |
| «Торпедо» (Москва)  | Союз Советских Социалистических Республик | 1 сентября 1973 | 31 декабря 1978 | 192 | 78  | 57  | 57  | 40,63 |
| «Торпедо» (Москва)  | Союз Советских Социалистических Республик | 1 августа 1980  | 31 августа 1991 | 456 | 201 | 136 | 119 | 44,08 |
| «Торпедо-Лужники»   | Россия                                    | 27 августа 1994 | 17 января 1997  | 84  | 32  | 25  | 27  | 38,10 |
| «Торпедо» (Москва)  | Россия                                    | 25 мая 1998     | 13 ноября 1998  | 22  | 8   | 6   | 8   | 36,36 |
| «Торпедо-Металлург» | Россия                                    | 15 мая 2003     | 4 августа 2003  | 12  | 2   | 2   | 8   | 16,67 |
| Всего               | Всего                                     | Всего           | Всего           | 907 | 376 | 275 | 256 | 41,46 |

## Достижения

### Командные
- Чемпион СССР: 1960, 1965
- Серебряный призёр чемпионата СССР: 1957, 1961, 1964
- Бронзовый призёр чемпионата СССР: 1953
- Обладатель Кубка СССР: 1960
- Финалист Кубка СССР: 1958, 1961
- Чемпион Олимпийских игр: 1956
- Чемпион Европы: 1960
- Серебряный призёр Кубка Европы: 1964
- Победитель Спартакиады народов СССР 1956

### Личные
- В списках лучших футболистов сезона в СССР 12 раз, из них № 1 (1955, 1957—1964) — 9 раз, № 2 (1953, 1956, 1965)
- Лучший бомбардир чемпионата мира: 1962 (4 гола)
- Лучший бомбардир чемпионата Европы: 1960 (2 гола)
- Включён в состав символической сборной по итогам чемпионата Европы по версии УЕФА (2): 1960, 1964[13]
- Лучший бомбардир сборной СССР в финальных турнирах ЧМ (1958,1962) (5 мячей)
- Член клуба бомбардиров им. Григория Федотова
- Член Клуба Игоря Нетто

### Тренерские
- Чемпион СССР: 1976
- Бронзовый призёр чемпионата СССР: 1968, 1977, 1988, 1991
- Обладатель Кубка СССР: 1968, 1972, 1986
- Финалист Кубка СССР: 1977, 1982, 1988, 1989, 1991

## Награды

### Звания
- Мастер спорта СССР (1956[14])
- Заслуженный мастер спорта СССР (1957)
- Заслуженный тренер РСФСР (1968)
- Заслуженный тренер СССР (1988)
- Ветеран труда автомобильной промышленности (1984)

### Ордена
- Орден Почёта (1997)
- Орден «Знак Почёта» (16.09.1960) — за успешные выступления в XVII летних и VIII зимних Олимпийских играх 1960 года, а также за выдающиеся спортивные достижения[15]
- Рубиновый орден УЕФА «За заслуги»

### Медали
- Медаль «За трудовую доблесть» (27.04.1957) — «за успехи, достигнутые в деле развития массового физкультурного движения в стране, повышения мастерства советских спортсменов, и успешное выступление на международных соревнованиях»
- Медаль «За трудовое отличие» (1989)
- Медаль «Ветеран труда» (1984)

### Почётные знаки
- «За заслуги в развитии физической культуры и спорта Госкомитета по физической культуре, спорту и туризму» (2000)
- «За заслуги в развитии Олимпийского движения в России» — НОК России (2000)

### Премии
- Лауреат Национальной спортивной премии «Слава» за 2007 год в номинации «Легенда»

## Память
В ноябре 2024 года в Гагаринском районе Москвы была открыта бронзовая мемориальная доска Валентину Иванову. Её установили на стене дома 44 по Ленинскому проспекту, где Иванов прожил около 37 лет. Доска представляет собой букву Т со скульптурой игрока и подписью «Легендарный футболист и тренер жил в этом доме с 1963 по 2000 год». Авторы — скульптор И. В. Макарова и архитектор М. В. Батаев.

## Публикации
- Иванов В. К. Центральный круг. — М.: «Физкультура и спорт», 1973.